# Onthophagus caesariatus
Onthophagus caesariatus är en skalbaggsart som beskrevs av Antoine Boucomont 1921. Onthophagus caesariatus ingår i släktet Onthophagus och familjen bladhorningar. Inga underarter finns listade i Catalogue of Life.